# Fearless Tour
The Fearless Tour fue la primera gira de la cantante de música country Taylor Swift para promocionar su segundo álbum de estudio Fearless. El tour incluyó actos de apertura por parte de artistas como Kellie Pickler y Gloriana. El cantante adolescente, Justin Bieber se incorporó en el tour cuando ella fue al Reino Unido a finales de 2009. Durante la gira, Taylor actuó con invitados especiales como John Mayer, Faith Hill y Katy Perry. El setlist estaba compuesto por 19 canciones en total. Además, fue la primera gira en la que Taylor Swift incorporó canciones como "Jump Then Fall" "Today Was a Fairytale" y "I'm Only Me When I'm With You".

## Actividad pre-Tour

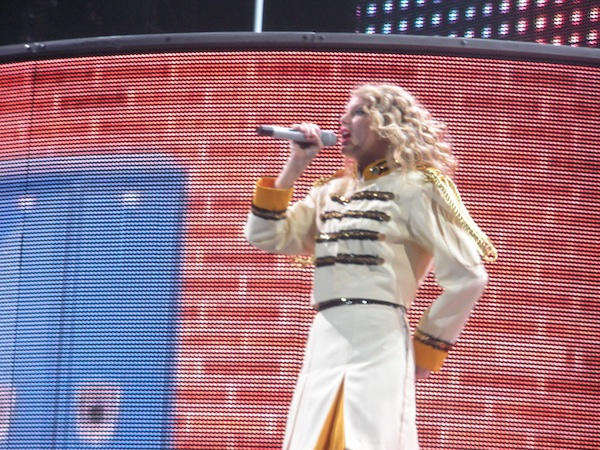
Swift interpretando "You Belong with Me"

Antes del lanzamiento de la gira, Swift se había ya presentado en los Estados Unidos, incluyendo una actuación llena de casi 71.000 aficionados como parte del festival musical del Houston Rodeo en marzo de 2009 junto con otros cantantes de música country.

## Sobre el Tour

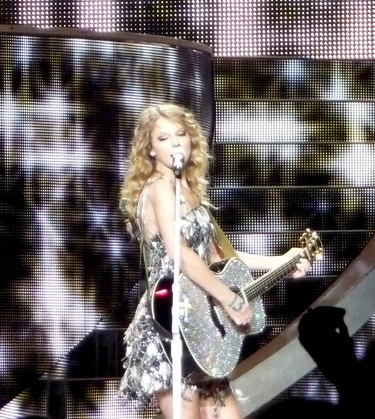
Swift Interpretando "Our Song".

La gira fue anunciada el 29 de enero de 2009, a través de su sitio Web oficial. La versión inicial de la prensa anunció que Swift visitaría 54 ciudades en 39 estados y provincias de los Estados Unidos y Canadá. Los actos de apertura serían Gloriana, un nuevo grupo de música country, así como la ex concursante de American Idol, Kellie Pickler. El tour comenzó en Evansville, Indiana el 23 de abril de 2009 en el Roberts Stadium. En honor al lanzamiento de la fecha agotada, a Swift se le presentaron las llaves de la ciudad de Evansville y el presidente del Consejo de la ciudad declaró el miércoles 23 de abril de 2009 el "Día de Taylor Swift." La gira incluyó una presentación teatral de gráficos, conjuntos y elementos visuales, todos diseñados por Swift. El programa se ejecutó durante más de 90 minutos con Swift interpretando con cinco diferentes guitarras, así como con el piano. El show contó con múltiples cambios de vestuario y un castillo de cuento de hadas iluminado por más de un millón de lúmenes de la luz. Swift también tuvo varias fechas en el Reino Unido y Australia, dos de ellas se muestra en Bush Empire en Londres. También, en medio de su propia gira, Swift fungió como acto de apertura en ciudades selectas para Keith Urban con su Escape Together World Tour de 2009. A finales de junio, una nueva fecha de la gira fue anunciada para el 23 de noviembre en el Wembley Arena de Londres, además de otra fecha en el Manchester Evening News Arena el 24 de noviembre. El Reino Unido sería el único país en Europa que se visitaría con el tour. Más tarde, se anunció que el cantante Justin Bieber se sumaría a Swift en las dos fechas del Reino Unido.

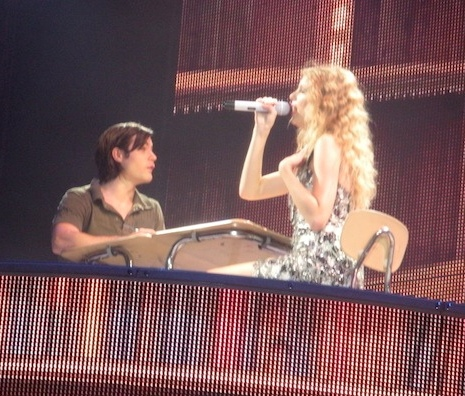
Swift performing "Teardrops on My Guitar".

Bieber sufrió una lesión durante el concierto de Londres y confirmó que él podía todavía presentarse en Mánchester con Swift al día siguiente, a pesar de que el concierto en Wembley fue interrumpido ya que él no pudo realizar el encore. En la fecha de Mánchester, Swift recibió aplausos durante 10 minutos después de haber interpretado "Tim Mcgraw". Swift dijo a la audiencia de Mánchester 'cada vez que escuche la palabra Manchester, no seré capaz de detener una sonrisa...Los amo!'. El 30 de septiembre de 2009, se anunció que Swift regresaría a Australia en febrero de 2010 para tocar en otra serie de conciertos, ahora en arenas. El 8 de octubre, se anunció que la gira se extendería hasta el de 2 de junio de 2010 para incluir 37 fechas adicionales en América del Norte. Se confirmaría que Justin Bieber se presentaría en el Gillette Stadium el 5 de junio de 2010  junto con Swift.

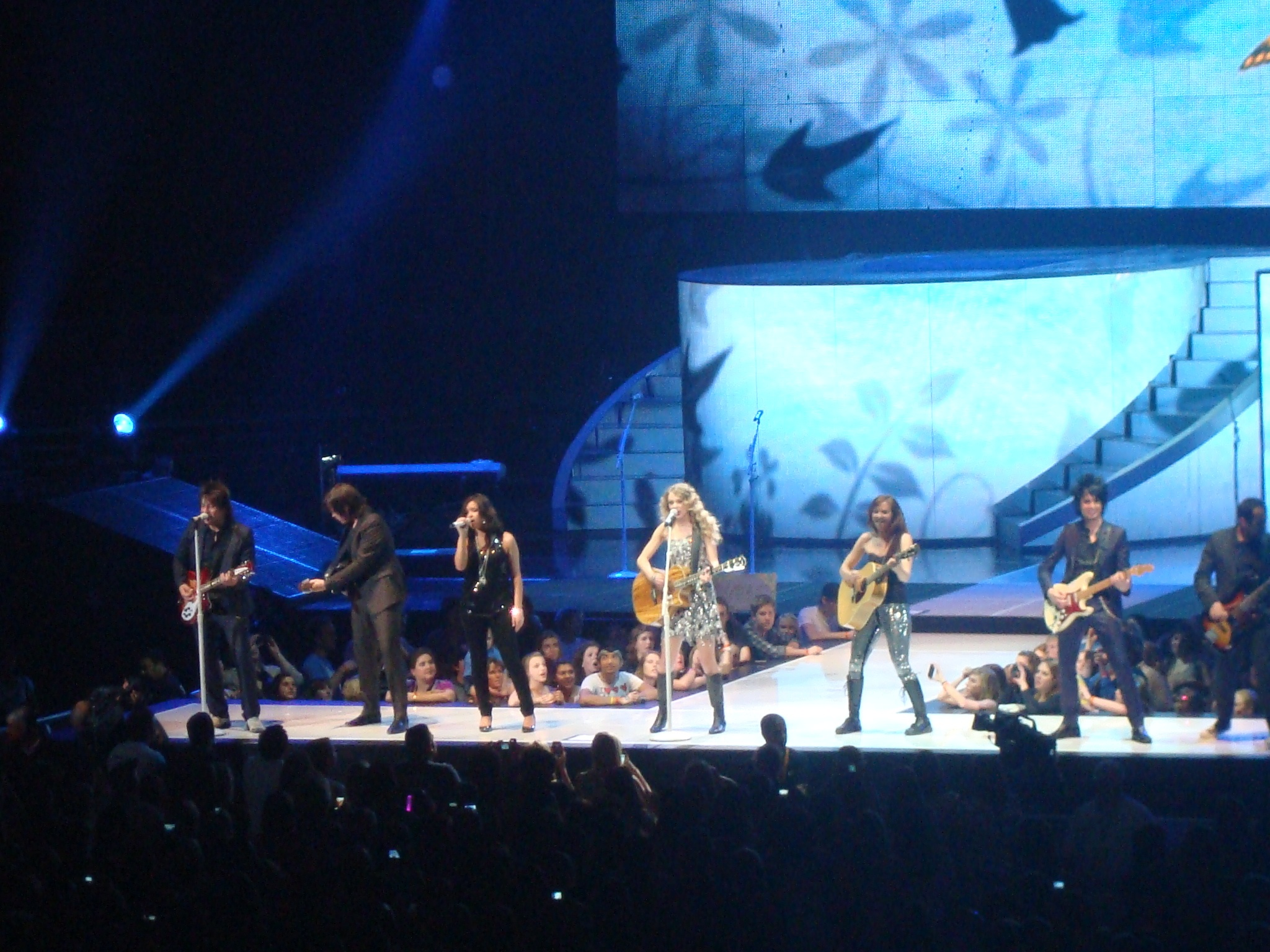
Swift interpretando "Fearless"

## Actividad del Tour
En una entrevista de la revista Teen U.S., Taylor dijo que ella estaba escribiendo canciones para su próximo álbum mientras estaba de gira, diciendo que estaba 'adicta a la grabación de álbumes'. Durante la gira, ella lanzó 'American Girl', una versión de la canción original por Tom Petty, que fue grabada en un bus con estudio de grabación de Verizon Mobile. Estuvo disponible a través de iTunes Music Store y la tienda de descarga de Verizon Wireless.

## Actos de apertura
| Gloriana(Australia y América del Norte) |
| --- |
| 1. How Far Do You Wanna Go/Go Your Own Way 2. If You're Leavin' (Foxboro, MA only) 3. You Said 4. Lead Me On 5. The Way It Goes 6. The World Is Ours Tonight (Foxboro, MA only) 7. Wild at Heart |

| Kellie Pickler(Norte América) |
| --- |
| 1. Best Days of Your Life 2. Things That Never Cross a Man's Mind 3. Rocks Instead Of Rice 4. Makin' Me Fall in Love Again 5. Didn't You Know How Much I Loved You 6. Don't You Know You're Beautiful 7. I Wonder 8. Red High Heels |

| Justin Bieber(Reino Unido y Foxboro, MA)                                                                                   |
| --- |
| 1. Love Me 2. Bigger 3. One Less Lonely Girl 4. Favorite Girl 5. Down To Earth 6. With You (Chris Brown Cover) 7. One Time |

## Setlist
1. You Belong With Me
2. Our Song
3. Tell Me Why
4. Teardrops On My Guitar
5. Fearless
6. Forever And Always
7. Hey Stephen
8. Fifteen
9. Tim McGraw
10. White Horse
11. Love Story
12. The Way I Loved You
13. You're Not Sorry
14. Picture To Burn
15. Change
16. I'm Only Me When I'm With You
17. Today Was A Fairytale
18. Jump Then Fall
19. Should've Said No

## Fechas del Tour
| Fecha                    | Ciudad               | País           | Lugar                                | Asistencia                  | Recaudación |
| ------------------------ | -------------------- | -------------- | ------------------------------------ | --------------------------- | ----------- |
| Norte América            |                      |                |                                      |                             |             |
| 23 de abril de 2009      | Evansville           | Estados Unidos | Roberts Municipal Stadium            | 7,463 / 7,463               | $360,617    |
| 24 de abril de 2009      | Jonesboro            | Estados Unidos | ASU Convocation Center               | 7,822 / 7,822               | $340,328    |
| 25 de abril de 2009      | Saint Louis          | Estados Unidos | Scottrade Center                     | 13,764 / 13,764             | $650,420    |
| 28 de abril de 2009      | Alexandria           | Estados Unidos | Bishop Ireton High School            | —                           | —           |
| 30 de abril de 2009      | North Charleston     | Estados Unidos | North Charleston Coliseum            | 8,751 / 8,751               | $398,154    |
| 1 de mayo de 2009        | Jacksonville         | Estados Unidos | Jacksonville Veterans Memorial Arena | 11,072 / 11,072             | $507,012    |
| 2 de mayo de 2009        | Biloxi               | Estados Unidos | Mississippi Coast Coliseum           | 9,436 / 9,436               | $437,313    |
| Europa                   |                      |                |                                      |                             |             |
| 6 de mayo de 2009        | Londres              | Reino Unido    | Shepherd's Bush Empire               | 6,789 / 6,789               | $401,328    |
| 7 de mayo de 2009        | Londres              | Reino Unido    | Shepherd's Bush Empire               | 6,789 / 6,789               | $401,328    |
| Norte América            |                      |                |                                      |                             |             |
| 14 de mayo de 2009       | Spokane              | Estados Unidos | Spokane Arena                        | 10,798 / 10,798             | $482,146    |
| 15 de mayo de 2009       | Seattle              | Estados Unidos | KeyArena                             | 12,061 / 12,061             | $528,637    |
| 16 de mayo de 2009       | Portland             | Estados Unidos | Rose Garden                          | 13,226 / 13,226             | $613,284    |
| 17 de mayo de 2009       | Nampa                | Estados Unidos | Idaho Center                         | 8,970 / 8,970               | $413,622    |
| 21 de mayo de 2009       | Phoenix              | Estados Unidos | Jobing.com Arena                     | 13,052 / 13,052             | $647,923    |
| 22 de mayo de 2009       | Los Ángeles          | Estados Unidos | STAPLES Center                       | 13,648 / 13,648             | $720,940    |
| 23 de mayo de 2009       | Las Vegas            | Estados Unidos | Mandalay Bay Events Center           | 8,311 / 8,311               | $551,051    |
| 24 de mayo de 2009       | San Diego            | Estados Unidos | San Diego Sports Arena               | 10,174 / 10,174             | $502,689    |
| 26 de mayo de 2009       | Salt Lake City       | Estados Unidos | EnergySolutions Arena                | 13,042 / 13,042             | $555,207    |
| 4 de junio de 2009       | Enterprise           | Estados Unidos | Bama Jam Music Festival              | —                           | —           |
| 11 de junio de 2009      | Columbia             | Estados Unidos | Merriweather Post Pavilion           | 17,619 / 17,619             | $608,438    |
| 12 de junio de 2009      | Greensboro           | Estados Unidos | Greensboro Coliseum                  | 14,641 / 14,641             | $690,959    |
| 24 de junio de 2009      | Oshkosh              | Estados Unidos | Country USA Festival                 | —                           | —           |
| 25 de junio de 2009      | Cadott               | Estados Unidos | Chippewa Valley - Country Fest       | —                           | —           |
| 8 de julio de 2009       | Calgary              | Canadá         | Pengrowth Saddledome                 | —                           | —           |
| 9 de julio de 2009       | Edmonton             | Canadá         | Commonwealth Stadium                 | 33,910 / 44,500             | $2,540,906  |
| 10 de julio de 2009      | Craven, Saskatchewan | Canadá         | Craven Country Jamboree              | —                           | —           |
| 11 de julio de 2009      | Winnipeg             | Canadá         | MTS Centre                           | 11,369 / 11,369             | $512,487    |
| 16 de julio de 2009      | Twin Lakes           | Estados Unidos | Country Thunder Festival             | —                           | —           |
| 17 de julio de 2009      | Columbus, OH         | Estados Unidos | Value City Arena                     | —                           | —           |
| 18 de julio de 2009      | Charleston           | Estados Unidos | Charleston Civic Center              | —                           | —           |
| 23 de julio de 2009      | Cheyenne             | Estados Unidos | Cheyenne Frontier Days               | —                           | —           |
| 24 de julio de 2009      | Rapid City           | Estados Unidos | Rushmore Plaza Civic Center          | —                           | —           |
| 25 de julio de 2009      | Minot                | Estados Unidos | North Dakota State Fair              | —                           | —           |
| 7 de agosto de 2009      | Detroit Lakes        | Estados Unidos | WE Fest                              | —                           | —           |
| 9 de agosto de 2009      | Omaha                | Estados Unidos | Qwest Center Omaha                   | —                           | —           |
| Europa                   |                      |                |                                      | —                           | —           |
| 22 de agosto de 2009     | Chelmsford           | Reino Unido    | V Festival                           | —                           | —           |
| 23 de agosto de 2009     | Chelmsford           | Reino Unido    | V Festival                           | —                           | —           |
| Norteamérica             |                      |                |                                      |                             |             |
| 27 de agosto de 2009     | Nueva York           | Estados Unidos | Madison Square Garden                | 13,597 / 13,597             | $976,062    |
| 28 de agosto de 2009     | Uncasville           | Estados Unidos | Mohegan Sun Arena                    | 7,507 / 7,507               | $296,306    |
| 29 de agosto de 2009     | University Park      | Estados Unidos | Bryce Jordan Center                  | —                           | —           |
| 30 de agosto de 2009     | Louisville           | Estados Unidos | Kentucky State Fair                  | —                           | —           |
| 3 de septiembre de 2009  | Duluth               | Estados Unidos | Arena at Gwinnett Center             | —                           | —           |
| 4 de septiembre de 2009  | Greenville           | Estados Unidos | BI-LO Center                         | —                           | —           |
| 5 de septiembre de 2009  | Charlotte            | Estados Unidos | Time Warner Cable Arena              | —                           | —           |
| 9 de septiembre de 2009  | Lafayette            | Estados Unidos | Cajundome                            | —                           | —           |
| 10 de septiembre de 2009 | Bossier City         | Estados Unidos | CenturyTel Center                    | —                           | —           |
| 11 de septiembre de 2009 | Birmingham           | Estados Unidos | BJCC Arena                           | —                           | —           |
| 12 de septiembre de 2009 | Nashville            | Estados Unidos | Sommet Center                        | 14,269 / 14,269             | $642,387    |
| 25 de septiembre de 2009 | Dallas               | Estados Unidos | American Airlines Center             | 13,794 / 13,794             | $628,062    |
| 26 de septiembre de 2009 | North Little Rock    | Estados Unidos | Verizon Arena                        | 13,978 / 13,978             | $654,089    |
| 27 de septiembre de 2009 | Tulsa                | Estados Unidos | BOK Center                           | —                           | —           |
| 1 de octubre de 2009     | Pittsburgh           | Estados Unidos | Mellon Arena                         | —                           | —           |
| 2 de octubre de 2009     | Grand Rapids         | Estados Unidos | Van Andel Arena                      | —                           | —           |
| 3 de octubre de 2009     | Cleveland            | Estados Unidos | Quicken Loans Arena                  | 15,524 / 15,524             | $743,492    |
| 8 de octubre de 2009     | Indianápolis         | Estados Unidos | Conseco Fieldhouse                   | 13,373 / 13,373             | $634,876    |
| 9 de octubre de 2009     | Chicago              | Estados Unidos | Allstate Arena                       | 26,265 / 26,265             | $1,150,896  |
| 10 de octubre de 2009    | Chicago              | Estados Unidos | Allstate Arena                       | 26,265 / 26,265             | $1,150,896  |
| 11 de octubre de 2009    | Minneapolis          | Estados Unidos | Target Center                        | 13,563 / 13,563             | $623,975    |
| Europa                   |                      |                |                                      |                             |             |
| 23 de noviembre de 2009  | Londres              | Reino Unido    | Wembley Arena                        | —                           | —           |
| 24 de noviembre de 2009  | Mánchester           | Reino Unido    | Manchester Evening News Arena        | —                           | —           |
| Oceanía                  |                      |                |                                      |                             |             |
| 4 de febrero de 2010     | Brisbane             | Australia      | Brisbane Entertainment Centre        | 11,334 / 11,334             | $956,505    |
| 6 de febrero de 2010     | Sídney               | Australia      | Acer Arena                           | 27,030 / 27,030             | $2,030,640  |
| 7 de febrero de 2010     | Sídney               | Australia      | Acer Arena                           | 27,030 / 27,030             | $2,030,640  |
| 8 de febrero de 2010     | Newcastle            | Australia      | Newcastle Entertainment Centre       | 7,180 / 7,180               | $555,396    |
| 10 de febrero de 2010    | Melbourne            | Australia      | Rod Laver Arena                      | 23,493 / 23,493             | $1,627,510  |
| 11 de febrero de 2010    | Melbourne            | Australia      | Rod Laver Arena                      | 23,493 / 23,493             | $1,627,510  |
| 12 de febrero de 2010    | Adelaida             | Australia      | Adelaide Entertainment Centre        | 9,066 / 9,066               | $585,352    |
| Asia                     |                      |                |                                      |                             |             |
| 17 de febrero de 2010    | Tokio                | Japón          | Zepp                                 | —                           | —           |
| Norteamérica             |                      |                |                                      |                             |             |
| 4 de marzo de 2010       | Tampa                | Estados Unidos | St. Pete Times Forum                 | 13,861 / 13,861             | $793,049    |
| 5 de marzo de 2010       | Orlando              | Estados Unidos | Amway Arena                          | 11,101 / 11,101             | $598,581    |
| 7 de marzo de 2010       | Sunrise              | Estados Unidos | BankAtlantic Center                  | 13,453 / 13,453             | $777,442    |
| 10 de marzo de 2010      | Austin               | Estados Unidos | Frank Erwin Center                   | 11,928 / 11,928             | $642,705    |
| 11 de marzo de 2010      | Dallas               | Estados Unidos | American Airlines Center             | 14,022 / 14,022             | $742,954    |
| 12 de marzo de 2010      | Corpus Christi       | Estados Unidos | American Bank Center                 | 8,423 / 8,423               | $501,169    |
| 18 de marzo de 2010      | Filadelfia           | Estados Unidos | Wachovia Center                      | 30,360 / 30,360             | $2,002,321  |
| 19 de marzo de 2010      | Filadelfia           | Estados Unidos | Wachovia Center                      | 30,360 / 30,360             | $2,002,321  |
| 20 de marzo de 2010      | Charlottesville      | Estados Unidos | John Paul Jones Arena                | 11,858 / 11,858             | $664,305    |
| 26 de marzo de 2010      | Detroit              | Estados Unidos | The Palace of Auburn Hills           | 29,125 / 29,125             | $1,711,591  |
| 27 de marzo de 2010      | Detroit              | Estados Unidos | The Palace of Auburn Hills           | 29,125 / 29,125             | $1,711,591  |
| 28 de marzo de 2010      | Cincinnati           | Estados Unidos | US Bank Arena                        | 11,208 / 11,208             | $645,592    |
| 31 de marzo de 2010      | Oklahoma City        | Estados Unidos | Ford Center                          | 11,795 / 11,795             | $675,184    |
| 1 de abril de 2010       | Wichita              | Estados Unidos | Intrust Bank Arena                   | 11,208 / 11,208             | $610,801    |
| 2 de abril de 2010       | Kansas City          | Estados Unidos | Sprint Center                        | 13,781 / 13,781             | $761,110    |
| 6 de abril de 2010       | Denver               | Estados Unidos | Pepsi Center                         | 25,991 / 25,991             | $1,497,135  |
| 7 de abril de 2010       | Denver               | Estados Unidos | Pepsi Center                         | 25,991 / 25,991             | $1,497,135  |
| 10 de abril de 2010      | Fresno               | Estados Unidos | Save Mart Center                     | 11,706 / 11,706             | $649,488    |
| 11 de abril de 2010      | San Jose             | Estados Unidos | HP Pavilion at San Jose              | 12,744 / 12,744             | $716,726    |
| 15 de abril de 2010      | Los Ángeles          | Estados Unidos | Staples Center                       | 27,518 / 27,518             | $1,736,197  |
| 16 de abril de 2010      | Los Ángeles          | Estados Unidos | Staples Center                       | 27,518 / 27,518             | $1,736,197  |
| 29 de abril de 2010      | Lexington            | Estados Unidos | Rupp Arena                           | 17,966 / 17,966             | $1,024,223  |
| 30 de abril de 2010      | Columbia             | Estados Unidos | Colonial Life Arena                  | 13,429 / 13,429             | $755,475    |
| 1 de mayo de 2010        | Raleigh              | Estados Unidos | RBC Center                           | 13,895 / 13,895             | $752,303    |
| 6 de mayo de 2010        | Des Moines           | Estados Unidos | Wells Fargo Arena                    | 13,264 / 13,264             | $738,280    |
| 7 de mayo de 2010        | Saint Paul           | Estados Unidos | Xcel Energy Center                   | 14,914 / 14,914             | $846,111    |
| 8 de mayo de 2010        | Moline               | Estados Unidos | i wireless Center                    | 10,641 / 10,641             | $610,668    |
| 12 de mayo de 2010       | Newark               | Estados Unidos | Prudential Center                    | 26,065 / 26,065             | $1,742,669  |
| 13 de mayo de 2010       | Newark               | Estados Unidos | Prudential Center                    | 26,065 / 26,065             | $1,742,669  |
| 14 de mayo de 2010       | Uniondale            | Estados Unidos | Nassau Veterans Memorial Coliseum    | 25,831 / 25,831             | $1,713,529  |
| 15 de mayo de 2010       | Uniondale            | Estados Unidos | Nassau Veterans Memorial Coliseum    | 25,831 / 25,831             | $1,713,529  |
| 20 de mayo de 2010       | Ottawa               | Canadá         | Scotiabank Place                     | 13,376 / 13,376             | $873,206    |
| 21 de mayo de 2010       | Toronto              | Canadá         | Air Canada Centre                    | 30,458 / 30,458             | $2,497,690  |
| 22 de mayo de 2010       | Toronto              | Canadá         | Air Canada Centre                    | 30,458 / 30,458             | $2,497,690  |
| 25 de mayo de 2010       | Houston              | Estados Unidos | Toyota Center                        | 23,493 / 23,493             | $1,290,926  |
| 26 de mayo de 2010       | Houston              | Estados Unidos | Toyota Center                        | 23,493 / 23,493             | $1,290,926  |
| 29 de mayo de 2010       | Baton Rouge          | Estados Unidos | LSU Tiger Stadium                    | —                           | —           |
| 1 de junio de 2010       | Washington D. C.     | Estados Unidos | Verizon Center                       | 27,290 / 27,290             | $1,824,743  |
| 2 de junio de 2010       | Washington D. C.     | Estados Unidos | Verizon Center                       | 27,290 / 27,290             | $1,824,743  |
| 5 de junio de 2010       | Foxboro              | Estados Unidos | Gillette Stadium                     | 56,868 / 56,868             | $3,726,157  |
| 19 de junio de 2010      | Paradise Island      | Las Bahamas    | Imperial Ballroom                    | —                           | —           |
| 10 de julio de 2010      | Cavendish            | Canadá         | Cavendish Beach Festival Grounds     | 35,000 / 35,000             | —           |
| Total                    | Total                | Total          | Total                                | 1,207,887 / 1,218,477 (99%) | $66,246,496 |